# ۲۱۹۳ جکسون
سیارک ۲۱۹۳ (به انگلیسی: 2193 Jackson، نامگذاری:1926KB) دو هزار و صد و نود و سومین سیارک کشف شده‌است که در ۱۸ مه ۱۹۲۶ کشف شد.
قدر مطلق سیارک برابر ۱۰٫۳۰ است.